# جنایت و مکافات (مجموعه تلویزیونی)
جنایت و مکافات (انگلیسی: Crime and Punishment) یک مجموعه تلویزیونی بریتانیایی برپایهٔ رمان جنایت و مکافات اثر فیودور داستایفسکی است که در سال ۲۰۰۲ منتشر شد.

## بازیگران
- جان سیم
- ایان مک‌دیارمید
- شان دینگوال
- جرالدین جیمز
- کیت اشفیلد
- کاترین کارتلیج
- فیلیپ جکسون
- دیوید هیگ
- نایجل تری
- آلیس کانر